# Нагая пастушка
«Нагая пастушка» (чеш. Nahá pastýřka) — чехословацкий детективный фильм 1966 года режиссёра Ярослава Маха.

## Сюжет
Искусствовед профессор Никл ищет в государственном музее замке Ронов (съёмки велись в замке Орлик) пропавшее старинное полотно знаменитого художника Фрагонара «Обнажённая пастушка». Он собирается разобрать каминную полку в Рыцарском зале, полагая, что там должна быть спрятана картина. Его усилия не нравятся администратору замка Анне Юзовой.
Анну находят убитой перед камином замка. В расследовании фигурируют несколько подозреваемых: брат Йозовой, гид в замке, любовник Йозовой, похоронщик Пачинек, который когда-то нарушал закон, и художник-реставратор Маудр.
Вскоре после этого совершается ещё одно убийство — труп Модры находят в пруду замка.
Сначала все улики показывают, что преступник — Зунар, но капитан общественной безопасности Тронда, страстный любитель театра, расследуя дело проводит реконструкцию событий, проверяя алиби и мотивы подозреваемых, раскрывая сложный заговор…
…Анна Юзова хорошо знала, где находится картина, но собиралась эмигрировать на Запад и увезти с собой картину. Сама она уже давно занималась тем, что продавала заграничным туристам подделки работ выдающихся художников, которые писал неё художник-реставратор Маудр, а сертификат подлинности выдавал её сообщник эксперт доктором Лабурда — он, узнав о подлинном произведении искусства, хотел устранив сообщников сам завладеть картиной.

## В ролях
- Карел Хёгер — Лабурда, искусствовед
- Иржина Петровицкая — Анна Юзова, администратору замка-музея
- Владимир Меншик — капитан общественной безопасности Тонда
- Ян Скопечек — майор Ярослав Бергл, криминалист
- Богумил Шмида — Феликс Пацинек
- Милош Недбал — профессор Никл
- Лудек Мунзар — Рудольф Зоунар, экскурсовод
- Мартин Ружек — Оскар Маудр, художник-реставратор
- Ярослав Мареш — Карел Шин, брат Юзовой
- Ольдржих Велен — капитан Рой
- Зденек Ржегорж — лейтенант Патраш
- Эва Яндачкова — Юдита, племянница Маудра
- Катержина Клумпарова — Кветушка
- Иржи Вондрович — официант
- Эва Влахова — официантка
- Зденек Прохазка — милиционер